# Mecki
Mecki ist eine fiktive Figur, die ursprünglich aus einem Puppenfilm der Brüder Diehl stammt und später als Comicfigur zum Maskottchen der Zeitschrift Hörzu wurde. Seinen Namen verdankt der Igel dem ehemaligen Chefredakteur der Hörzu, Eduard Rhein. Der Redaktionsigel war Namensgeber der Meckifrisur.

## Entwicklung

### Ursprünge der Figur

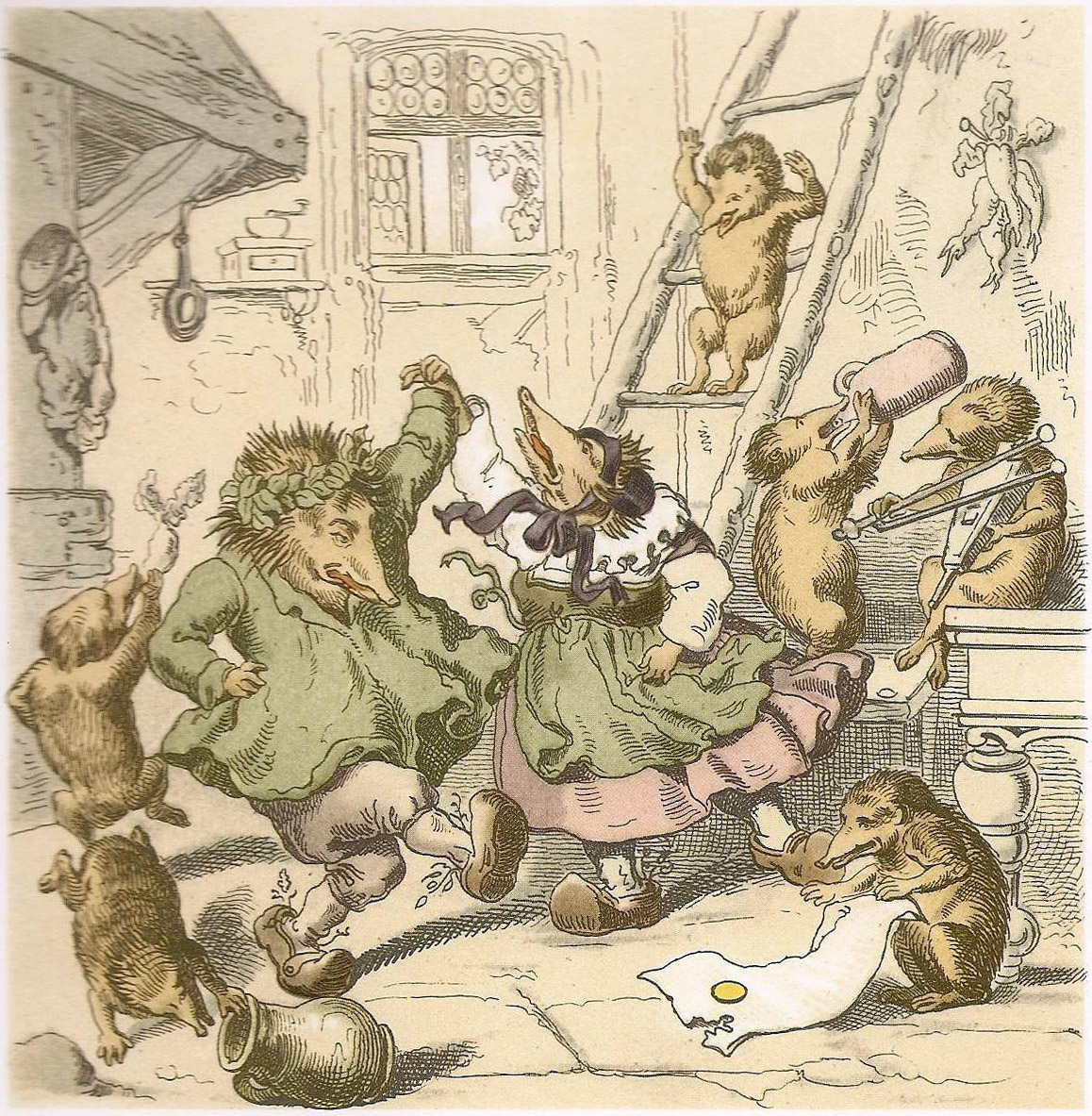
Der Igel feiert seinen Sieg über den Hasen, Illustration von Gustav Süs

Meckis Ursprünge gehen zurück in das 19. Jahrhundert, als die Brüder Grimm ihre Märchensammlung erstellten. 1843 wurde das Tiermärchen vom Wettlauf zwischen dem Hasen und dem Igel in die fünfte Auflage der „Hausmärchen“ der Gebrüder Grimm als Nummer 187 aufgenommen. Zuvor hatte Wilhelm Schröder diese Geschichte 1840 den Lesern des Hannoverschen Volksblatts vorgestellt.
1938/39 wurde das Märchen im Auftrag der Reichsstelle für den Unterrichtsfilm (RfdU) verfilmt, die 1940 in Reichsanstalt für Film und Bild in Wissenschaft und Unterricht (RWU) umbenannt wurde. Verantwortlich dafür waren die Gebrüder Diehl. Sie gelten damit als die Väter der Igelfigur, aus der später Mecki hervorgehen sollte. Die drei Brüder Paul, Ferdinand und Hermann Diehl produzierten im Familienbetrieb seit 1929 Animationsfilme. Zunächst drehten sie mit Kalif Storch einen Scherenschnittfilm und wandten sich anschließend dem Puppenfilm zu. Hierbei kam es zu einer Arbeitsteilung. Ferdinand agierte als Puppenspieler und Animationstechniker, Hermann als Gestalter von Puppen und Kulissen und Paul war Drehbuchautor. Der Wettlauf zwischen dem Hasen und dem Igel wurde auf 16 mm als Stummfilm gedreht und mit Zwischentiteln versehen. Insgesamt wurden 1600 Kopien von dem Film gezogen und im Unterricht eingesetzt. Weiterhin wurde er im Zweiten Weltkrieg zur Unterhaltung der Frontsoldaten eingesetzt. Der Film erfreute sich großer Beliebtheit. Um diese auszunutzen, ließen die Brüder Diehl Postkarten des noch namenlosen Igels produzieren.
Nach dem Krieg schieden Hermann und Paul Diehl aus der gemeinsamen Firma aus. Ferdinand Diehl startete 1948 seine Trickfilmproduktion. Als er entdeckte, dass sein Igel das Maskottchen der jungen Zeitschrift Hörzu war, strengte er einen Rechtsstreit gegen die Zeitschrift an. Nach Klärung desselben vergab er weitere Lizenzen. In der eigenen Firma wurden ab 1951 Mecki-Puppenfilme produziert und neue Postkarten herausgeben.

### Werdegang als Comicfigur
Die Programmzeitschrift Hörzu war am 11. Dezember 1946 mit einer Startauflage von 250.000 Exemplaren auf den Markt gekommen. Chefredakteur der Zeitschrift war Eduard Rhein. Sein Bildredakteur stellte ihm die Igelfigur als mögliches Maskottchen vor. Laut seiner Autobiographie war Rhein von der Idee angetan und wollte die namenlose Figur mit allen Rechten kaufen, doch trotz intensiven Suchens habe er die Rechteinhaber nicht finden können. In seiner Autobiographie erklärte er die Namensgebung des Igels damit, dass dieser auf den Seiten der Hörzu ausgiebig meckern sollte. Jahre zuvor hatte Eduard Rhein den Lesern der Hörzu in seinem Artikel „15 Jahre Mecki“ noch erklärt, dass sich der Namen Mecki von dem seines Redakteurs Hans Mecklenburg ableite. Dieser arbeitete 1947 für einige Monate bei der Hörzu und hatte den Spitznamen „Mecki“.

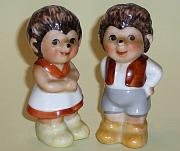
Micki und Mecki (hier als Salz- und Pfefferstreuer aus Porzellan).

Seinen ersten Auftritt hatte Mecki auf der Titelseite der Hörzu 43/1949. Seine Aufgabe sollte es sein, das Radioprogramm kritisch zu kommentieren. Anfangs wurden Motive der Diehl-Postkarten verwendet. Um neues Bildmaterial zur Verfügung zu haben, beauftragte Rhein seinen Mitarbeiter Reinhold Escher, erst Einzelbild-Illustrationen und später dann ganzseitige Geschichten mit Mecki anzufertigen.
Bald erfuhr Ferdinand Diehl, dass das Urheberrecht an seiner Figur verletzt worden war. Er meldete seine Rechte an, und nach einer längeren gerichtlichen Auseinandersetzung einigten sich die Parteien in einem Vergleich, der besagte, dass die Hörzu Mecki ausschließlich für Comics und Bilderbücher verwenden dürfe. Die Illustrationen und Comicfolgen erscheinen seitdem mit dem Vermerk „Zeichnungen der Mecki-Figur nach Diehl-Film“. Diehl vergab nach diesem Vergleich unterschiedliche Verwertungsrechte. Die Lizenz zur Herstellung einer Puppenfigur wurde an die Firma Steiff abgetreten. 1951 wurde die erste Meckifigur produziert, der schnell weitere, u. a. auch Meckis Frau Micki (Bild) und die Kinder Macki und Mucki, folgten.

### Zeichnerische Entwicklung 1949–1978
Zeichnerisch umgesetzt wurde Mecki in den ersten Jahren von Reinhold Escher. Dieser war von 1948 bis 1976 freier Mitarbeiter bei der Hörzu und entwickelte in Eduard Rheins Auftrag die Meckifigur, die zunächst in Einzelillustrationen eine kommentierende Funktion hatte.
Im Heft 32/1951 erschien mit Der Außenseiter die erste Comicgeschichte in der Hörzu. Mecki war dort nur in seiner Funktion als Kommentator Gast im letzten Panel. Fünf Wochen später erschien die Geschichte Charly Pinguin geht fischen, die mit dem Pinguin Charly eine der wichtigsten Figuren des späteren Mecki-Universums vorwegnahm. In der nächsten Woche erschien mit Mecki reist astral in Hörzu 38/1951 die erste Comicgeschichte mit dem Redaktionsigel. In den Folgewochen erschienen in unregelmäßigen Abständen weitere Geschichten. Erst ab der Ausgabe 43/1953 erschienen die Mecki-Comics wöchentlich, in derselben Ausgabe begann mit Die große Nummer die erste längere Geschichte. Waren die Comics vorher unabhängig voneinander, bauten die wöchentlichen Fortsetzungen nun aufeinander auf.
Nach und nach ergänzte Reinhold Escher das Mecki-Universum mit neuen Figuren, zum Beispiel Charly Pinguin, der Schrat oder die sieben Goldhamster, aber auch mit Bösewichten wie dem Urwaldzauberer Kokolastro, der Hexe Drule und dem Fliegenpeter.
Bereits 1952 und damit noch vor den längeren, aufeinander aufbauenden Comicgeschichten erschien das erste Bilderbuch mit dem Igel: Mecki im Schlaraffenland. Zeichner des Buches war ebenfalls Reinhold Escher. Da er sich mit Eduard Rhein nicht über ein besseres Honorar für die Bücher einigen konnte, konzentrierte er sich fortan auf die Comicgeschichten in der Hörzu. Die Gestaltung der Bilderbücher wurde an einen anderen Zeichner übertragen.
Bereits in der Planungsphase des ersten Bilderbuches ließ Eduard Rhein seinen Mitarbeiter Wilhelm Petersen Mecki-Arbeitsproben anfertigen. Dieser arbeitete seit 1950 für die Hörzu. Als Künstler, der im Dritten Reich zur Prominenz zählte, fiel es ihm schwer, nach dem Zweiten Weltkrieg Arbeit zu finden. Für ihn waren die Mecki-Arbeiten reine Auftragsarbeit. Für die Hörzu gestaltete Petersen zunächst Illustrationen für den redaktionellen Teil und Titelseiten im Stil amerikanischer Illustrierter. Ab 1953 gestaltete er die im Jahr zuvor gestartete Mecki-Bilderbuchreihe.
Bereits in seinem ersten Buch Mecki bei den Sieben Zwergen fügte er dem Mecki-Universum zwei neue Figuren hinzu, den Kater Murr und die Ente Watsch. Diese wurden ausschließlich in seinen Mecki-Bilderbüchern verwendet. Eine weitere populäre Figur, die Petersen einführte, war sein Namensvetter Käptn Petersen, der später auch in die Mecki-Comicseiten der Hörzu übernommen wurde.
Die seit 1953 in der Hörzu praktizierte Publikationsform der Comics als Fortsetzungsgeschichten hatte sich als erfolgreiche Maßnahme zur Kundenbindung erwiesen. Der kindlichen Zielgruppe wurden nun verstärkt Geschichten präsentiert, die Mecki und seine Freunde – seinen Abenteuern in den Mecki-Büchern gemäß – in fremde Länder und Märchenwelten führte und die Leser mit anderen Kulturen bekannt machte. Erschienen die Comicseiten anfangs komplett in sepia und später sporadisch auch in Farbe, waren nun die Mecki-Comicseiten ab 53/1957 vollständig in Farbe.
Als 1958 Reinhold Escher, der Zeichner der Comics, krankheitsbedingt ausfiel, übernahm Petersen zusätzlich zu seiner Arbeit am jährlichen Mecki-Buch die Gestaltung der Comicgeschichten in der Hörzu. Nachdem Escher von seiner Krankheit genesen war, kam es zu der Einigung, dass Petersen von nun an ein Drittel der Geschichten zeichnen sollte. Im Gegensatz zu Escher, der seine Geschichten zusammen mit seiner Frau Gretel Escher selber schrieb, entwickelte für Petersen die Redaktion den Text für die wöchentlichen Comics.
Weitere Zeichner, die Mecki in der Ära unter Eduard Rhein gestalteten, waren die Künstler Bruno Hanich und Hans Held sowie die Künstlerin I. Wille. Sie gestalteten zwar keine Comicgeschichten mit Mecki, waren jedoch für Illustrationen und Plakate mit Meckiwerbung zuständig. Insbesondere die rund 150 bekannten Meckiplakate von Bruno Hanisch erfreuen sich bei Sammlern einer großen Beliebtheit.
1963 fiel Petersen für einige Wochen wegen Krankheit aus. Um die wöchentliche Produktion der Meckicomics nicht zu gefährden, gab Eduard Rhein dem Zeichner Heinz Ludwig, der seit 1952 als Pressezeichner für die Hörzu tätig war, den Auftrag, eine Meckigeschichte (über mehrere Folgen) zu gestalten. Auch in den folgenden drei Jahren zeichnete er jeweils eine Meckigeschichte.
1965 löste Hans Bluhm Eduard Rhein als Chefredakteur der Hörzu ab, die Bilderbücher wurden eingestellt, die Comicgeschichten wurden vorerst unverändert weitergeführt, aber Heinz Ludwig bekam über 1966 hinaus keine weiteren Aufträge mehr für Mecki-Geschichten. Eine damals unveröffentlicht gebliebene Geschichte wurde erstmals ab 1993 in Stachelkopf 12–15, der Zeitschrift des Mecki-Fanclubs abgedruckt.
Als Petersen 1969 in den Ruhestand ging, wurde kein neuer Zeichner engagiert, um die Lücke zu füllen. Vielmehr fiel Reinhold Escher die Aufgabe zu, das Layout und die Geschichten zu modernisieren. Escher nutzte die neuen Bedingungen als Chance und experimentierte unter anderem mit der Seitenaufteilung und dem Einsatz von Sprechblasen. Ab der Nummer 41/69 war Mecki keine agierende Comicfigur mehr, sondern erzählte nur noch die Abenteuer von Charly Pinguin und dem Schrat. In drei Jahren 1970 bis 1972 erschienen nur 4 Geschichten mit zusammen lediglich 58 Folgen. In den Ausgaben dazwischen erschienen andere Comics, zum Beispiel Die Unbesiegbaren von Hans Martin und Sherlock Holmes von Volker Ernsting.
Mit Ausgabe 34/1972 verschwanden die Mecki-Figuren ganz aus der Hörzu und machten anderen Comicfiguren Platz, zum Beispiel: Die Unbesiegbaren (von Hans Martin), Mike Macke (von Volker Ernsting), Ramses (von Reinhold Escher) und Götz Lichtenfäls & Co (von Hans Martin).
1975, Peter Bachér war seit ca. einem Jahr neuer Chefredakteur der Hörzu, erlebte Mecki sein erstes Comeback. Wilhelm Petersen war seit 1969 im Ruhestand und Reinhold Escher konnte aus gesundheitlichen Problemen nur einen Teil der anfallenden Arbeit übernehmen. Aus diesem Grund engagierte der für Mecki zuständige Redakteur Rainer Schwarz den Zeichner Jürgen Alexander Heß. Schwarz als Texter und Heß als Zeichner modernisierten das altvertraute Mecki-Universum, ergänzten die Geschichten um parodistische Elemente und Zeitbezüge. Nach etwas mehr als 3 Jahren war Meckis Comeback gescheitert. In der Hörzu 2/1978 erschien die vorerst letzte Mecki-Comicseite für mehr als 6 Jahre, stattdessen wurden andere Comics abgedruckt, wie zum Beispiel Captain Future.

### Zeichnerische Entwicklung nach 1978
Meckis zweites Comeback startete 1983 mit Einzelillustrationen, in denen der Redaktionsigel das Fernsehgeschehen kommentierte. Chefredakteur der Hörzu war immer noch Peter Bachér, unter dem Mecki bereits sein erstes Comeback und den daran anschließenden vorläufigen Ruhestand erlebt hatte. Ab der Ausgabe 27/1984 erschienen neue Mecki-Comics. Wieder waren Rainer Schwarz als Texter und Alexander Heß als Zeichner für die Gestaltung zuständig, das Format hatte sich aber geändert, die nun halbseitigen Comicstrip in schwarz/weiß waren darauf ausgelegt mit einem Gag zu enden.
1985 löste Felix Schmidt Peter Bachér als Chefredakteur der Hörzu ab. Schmidt wollte die Comicseite der Hörzu reformieren und war daran interessiert Brösels Werner für die Hörzu zu gewinnen. Doch Brösel hatte kein Interesse und vermittelte der Hörzu-Redaktion den Kontakt zu seinen Künstlerkollegen Bernd Pfarr und Volker Reiche.
Bernd Pfarr schuf für die Hörzu die Comicstrips Die Tiere aus dem Eichenwald, die in den Ausgaben 19–36/1985 parallel zu den Mecki-Gagstreifen von Heß erschienen. Volker Reiche hingegen machte der Hörzu den Vorschlag, Mecki übernehmen zu wollen, und fertigte eine Probeseite an. Er bekam den Auftrag mit der Vorgabe, dass es sich dabei um Onepager handeln sollte, das sind einseitige, in sich abgeschlossene Comics. In der Hörzu-Ausgabe 23/1985 erschien die erste Mecki-Folge Volker Reiches, der seine Texte für die Serie immer selbst verfasste. Eine weitere Vorgabe war, dass sich Reiche möglichst auf die Figuren Mecki, Charly und den Schrat zu beschränken habe. Reiches Modernisierung konfrontierte Mecki und seine Freunde mit der Welt der 1980er Jahre. Nach etwas mehr als zwei Jahren integrierte Reiche seine Figur Willi Wiedhopf in das Mecki-Universum. Kurz darauf, Helmut Reinke hatte Felix Schmidt als Chefredakteur der Hörzu abgelöst, begann Reiche mit der Konzeption und Gestaltung von Mecki-Fortsetzungsgeschichten, die sich nahtlos an die Onepager anschlossen.
1989 löste Klaus Stampfuss den bisherigen Chefredakteur Helmut Reinke ab und ließ den Mecki-Comic ab Ausgabe 42/1989 auf eine Drittelseite reduzieren, zusätzlich erschienen Mafalda von Quino und der Drache Siegfried von Peter Butschkow. Für Reiche bedeutete das eine Umstellung, weg von den langen Handlungsbögen zu kurzen Gagstrips.
1997 löste Andreas Petzold Klaus Stampfuss als Chefredakteur ab und Mecki wechselte den Platz innerhalb der Zeitung. 1999 engagierte Petzold das Studio Ully Arndt, eine neue Mecki-Fassung zu entwerfen. Die erste Veröffentlichung derselben fiel aber schon in die Amtszeit von Petzolds Nachfolger Michael Lohmann. Hauptzeichner der Mecki-Comicstrips, nach Figuren-Entwürfen von Ully Arndt, war Wittek, die Texte stammten von Calle Claus.
2001 übernahm Jörg Walberer die Stelle des Chefredakteurs und löste Michael Lohmann ab. Walberer hatte den Auftrag und den Anspruch, das Gesamtbild der Hörzu zu verändern. Neuer Mecki-Zeichner wurde Kolja Wilcke. Er hatte sich an die Vorgabe der Hörzu zu halten, dass Mecki als Reporter Kontakt zu realen Personen haben und das Zeitgeschehen kommentieren sollte. So traf er in der ersten Folge auf Angela Merkel und Edmund Stoiber und schlich sich in der zweiten als Harald Schmidt zur Verleihung der Goldenen Kamera. Aufgrund negativer Lesermeinungen entschloss sich die Redaktion, nach nur zwei Folgen zu einem Abbruch der Zusammenarbeit mit dem Künstler, eine bereits fertige Episode in der Mecki aus Salt Lake City von den XIX. Olympischen Winterspielen berichten und Sven Hannawald interviewen sollte, blieb unveröffentlicht. Zwei weitere Episoden lagen bereit als Scribble vor.
Nachfolger von Kolja Wilcke als Mecki-Zeichner wurde Harald Siepermann, der zunächst einige Mecki-Illustrationen schuf. In Ausgabe 11/2002 erschien sein erster Mecki-Strip, doch bereits ab der nächsten Ausgabe wurde das Konzept zugunsten einer längeren Geschichte abgeändert. Nach nur 23 Folgen wurde diese Geschichte im Spätsommer des Jahres 2002 mitten in der Handlung mit den Worten „… und so brechen unsere Freunde in ihr bisher größtes Abenteuer auf“ beendet. In den folgenden 6 Wochen war Mecki lediglich in Einzelillustrationen in der Hörzu präsent. Ab Ausgabe 40/2002 präsentierte wieder Volker Reiche den Lesern einen Mecki-Comicstrip, in dem neben Mecki die drei Kinder Mucki (ein kleiner Igel), Pingi (ein kleiner Pinguin) und Clara (ein Mädchen mit Ähnlichkeit zu dem Schrat) sowie der Hund Bobo die Hauptfiguren waren.
Kurz darauf löste Thomas Garms den erfolglosen Jörg Walberer als Chefredakteur der Hörzu ab. Für den Mecki-Comicstrip hatte dieser Wechsel nur geringe Folgen bzgl. des Formates und der Platzierung im Heft. Zum Jahreswechsel 2005/2006 jedoch veränderte Volker Reiche auf Wunsch des Chefredakteurs Thomas Garms das Mecki-Universum völlig. Mecki ist in diesen Geschichten ca. 20 bis 30 Jahre jünger, lebt plötzlich in Berlin und ist – wie bereits unter Wilcke – von Beruf Reporter. Die Geschichte war auf 47 Folgen angelegt und eine spätere Veröffentlichung als Comicalbum geplant. In der Ausgabe 48/2006 verabschiedete sich Volker Reiche von seinen Lesern, zuvor hatte er der Hörzu noch seinen Nachfolger, Johann Kiefersauer vermittelt.
In Heft 49/2006 feierte die Hörzu ihren sechzigsten Geburtstag, und Johann Kiefersauers erste Mecki-Seite erschien. Kiefersauer hatte der Redaktion die Entscheidung überlassen, die Comicserie in Reiches Stil weiterzuführen oder einen etwas klassischeren Stil zu wählen, der dem von Escher und Petersen aus den 1950er und 1960er Jahren etwas näher kam. Letzteres wurde bevorzugt.
Kiefersauer entwickelte die Geschichten zusammen mit seiner Frau Lilli Herschhorn. Er zeichnete sie mit Tusche auf Zeichenkarton. Beim Kolorieren am Computer wurde er von seiner Frau unterstützt. Er begann mit Onepagern, die er in den Gesamtzusammenhang eines Skiurlaubes setzte, anschließend wechselten sich Onepager mit kurzen Fortsetzungsgeschichten (sechs bis acht Seiten) ab, bevor er längere Fortsetzungsgeschichten begann. Für diese etablierte er wieder einige der altbekannten Figuren, die seit Jahrzehnten bei Mecki kaum mehr eine Rolle gespielt hatten, wie Käpt’n Petersen oder der Fliegenpeter.
Anfang 2022 gab Kiefersauer die Arbeit an Mecki an Sascha Wüstefeld (Illustration) und Ulf S. Graupner (Szenario) ab. Wüstefeld erzählte, seinen Stil für Mecki am ehesten an die Zeichnungen von Escher anzulehnen.

## Die Mecki-Bücher
Zwischen 1952 und 1964 erschien jedes Jahr pünktlich zu Weihnachten ein Mecki-Bilderbuch im Verlag Hammerich & Lesser, der zum Springer-Konzern gehörte.
Das erste Buch Mecki im Schlaraffenland wurde von Reinhold Escher gezeichnet. Alle weiteren von Wilhelm Petersen. Für den Text aller 13 Bücher war Eduard Rhein verantwortlich, unterstützt wurde er dabei von seiner Chefsekretärin Hildegard Brandes und einigen Redakteuren. Ursprünglich war Reinhold Escher daran interessiert gewesen, auch weitere Bücher zu gestalten, doch seine Forderung einer Umsatzbeteiligung mit 5 % am Verkaufspreis wurde vom Chefredakteur abgelehnt.
Auf der letzten Seite des 13. Bandes Mecki bei Frau Holle ist eine Ankündigung für einen nächsten Band mit dem Titel Mecki bei Aschenputtel zu finden. Dieser ist nicht mehr erschienen.
Als Eduard Rhein 1965 als Chefredakteur der Hörzu abgelöst wurde, war damit das Ende der erfolgreichen Buchreihe gekommen, die bis zum damaligen Zeitpunkt eine Gesamtauflage von 1,5 Millionen Exemplaren erreicht hatte. Bei seinem Abschied behielt Rhein die Mecki-Verwertungsrechte für die Bücher und Comicseiten, die bis 1964 produziert wurden.
Es erschienen folgende Bilderbücher:
1. Mecki im Schlaraffenland (1952)
2. Mecki bei den Sieben Zwergen (1953)
3. Mecki bei den Eskimos (1954)
4. Mecki bei den Chinesen (1955)
5. Mecki bei den Indianern (1956)
6. Mecki bei den Negerlein (1957)
7. Mecki bei Prinz Aladin (1958)
8. Mecki auf dem Mond (1959)
9. Mecki und die 40 Räuber (1960)
10. Mecki bei Harun Al Raschid (1961)
11. Mecki bei Sindbad (1962)
12. Mecki bei Zwerg Nase (1963)
13. Mecki bei Frau Holle (1964)

Für 1965 wurde das Buch Mecki bei Aschenputtel angekündigt, das jedoch nicht erschien.
Ab 1979 erschienen die dreizehn MECKI-Bücher im Lingen-Verlag. Später zum Teil auch in anderen Verlagen. Seit 2007 erscheinen die Meckibilderbücher im Esslinger Verlag.
Die Mecki-Bücher haben die öffentliche Wahrnehmung mehr geprägt als die Comicstrips. Bernhard Schmitz vom Bilderbuchmuseum Troisdorf äußerte sich wie folgt zu den Mecki-Bilderbüchern: „Die Bedeutung der Mecki-Bilderbücher ergibt sich vorrangig aus ihrer ungewöhnlich großen Popularität. Es ist sicher keine Übertreibung, wenn man davon ausgeht, daß fast jeder Bundesbürger Mecki kannte. Ursache für diese Beliebtheit war m.E. der Umstand, daß Protagonisten und Geschichten ideal an Zeitumstände und gesellschaftlichen Befindlichkeiten angepaßt waren. Text und Bild sind betont „konservativ“, entlehnt einer Welt vor NS und Weltkrieg(en) – konservativ-gemütlich, alt-bewährt. Häufig haben wir eine Mischung von Märchenstoffen (1001 Nacht, Schlaraffenland) und Reiseabenteuer (Wilder Westen, China, Karl May ohne Mord und Totschlag), die Bekanntes variieren. Es fällt mir auch auf eine Mischung von Bescheidenheit (Mecki mit geflickter Hose) und Deutschtümelei (z. B. wenn Kinder in Afrika unterrichtet werden). Außereuropäische Kulturen sind entweder tümlich (Chinesen) oder sehr lernbedürftig (Afrika) – es spiegelt sich hier vielleicht der typische Zwiespalt wider zwischen „deutscher“ Arroganz und bundesdeutscher Einsicht in die Fehlentwicklungen der letzten Jahrzehnte. Diese starke Zeitbezogenheit ist es dann auch, die eine „naive“ Lektüre unmöglich macht. Unsere Einstellungen zu fremden Kulturen, ethnischen Fragen haben sich ebenso gewandelt wie unsere Sicht auf Geschlechterrollen, sozialen Hierarchien etc. Im Abstand von 60 oder 50 Jahren merken wir, wie fremd uns die Generationen unserer Eltern und Großeltern geworden sind. Das schließt Mißverständnisse und Fehlinterpretationen ein. Solche Vorbehalte sind allerdings dem nostalgischen Charme auch nicht in jedem Fall abträglich – Mecki erlebt z. Z. die Gefahren und Chancen der Historisierung. Ob er sie bestehen wird, kann nur von jeden nachgeborenen Generationen entschieden werden.“

## Hörspiele
1976 erschienen zwei Hörspiele von Eduard Ernst beim Hörspiel-Label Peggy.
- Mecki und der Spuk im Gespensterhaus[23]
- Mecki – Ein verrücktes Wiedersehen[24]

Sprecher sind dabei unter anderem Paul Edwin Roth (Erzähler), Joachim Wolff (Mecki), Balduin Baas (Charly), Wilken F. Dincklage (Schrat), Alexandra Doerk, Katharina Doerk und Franz-Josef Steffens.
Regie führten Lothar Zibell und Michael Weckler. Hans-Joachim Herwald war für den Ton verantwortlich.

## Aktuelle Veröffentlichungen
Aktuell erscheint wöchentlich in der Hörzu eine neue Folge der Mecki-Comics, diese werden von Johann Kiefersauer gestaltet. Der Redaktionsigel hat heute keine kommentierende Funktion mehr wie beispielsweise in den 1950er Jahren. Auch von der Webseite der Hörzu ist er verschwunden.
Im Esslinger Verlag erscheinen seit 2007 ausgewählte Nachdrucke der Mecki-Bilderbücher. Es sind bisher drei Titel erschienen, diese folgen der neuen Rechtschreibung. Im gleichen Verlag erscheinen seit Juli 2009 die alten Comic-Geschichten in Form von Jahrgangsbänden. Begonnen wurde mit dem Jahrgang 1958, da in diesem erstmals alle Folgen in Farbe erschienen. Später wurden auch Sammelbände für 1956 und 1957 aufgelegt. Für das Cover wurde auf ein Motiv von Hans Held zurückgegriffen. Im ersten Band wurde eine Folge ausgelassen. Des Weiteren liegt wegen Protesten über die klischeehafte Darstellung von „Zigeunern“ den Bänden ein Blatt bei, das die Comics als „historisches Zeitdokument“ einordnet, „das im Kontext der 50er Jahre zu verstehen ist“. Die Ausgabe folgt den Neuerungen der deutschen Rechtschreibreform von 1996.

## Figuren
Charly Pinguin
ist neben Mecki die zweite Hauptfigur in den Mecki-Geschichten der deutschen Programmzeitschrift Hörzu. Ist Charly Pinguin in manchen der alten Mecki-Bücher noch fast auf der Intelligenzstufe seiner tierischen Artgenossen (unklar, ob er zu jener Zeit überhaupt schon sprechen konnte), so wurde er in den Hörzu-Fortsetzungscomics als begabter Erfinder dargestellt. Außerdem übernimmt er die agile (als Gegensatz zum Schrat), immer mal wieder überschießende, auch leicht mal beleidigte Rolle. Charly Pinguin ist heute in den aktuellen Geschichten (des Künstlers Volker Reiche) um Mecki und seine Familie eher ein Durchschnittstyp, der den guten Onkel für die Kinder spielt.
Chilly
Charlys immer etwas mondän dargestellte (Pinguin-)Freundin Chilly (etwa vom Typ Daisy Duck – nur nicht so naiv) war ebenfalls eine Comicfigur, die in den klassischen Mecki-Geschichten eine nicht gar so bedeutende Rolle spielte, trotz einiger spektakulärer Auftritte (siehe beispielsweise in der Story Der Seeräuberball).
Der Schrat
(Nennung immer mit dem Artikel voraus) ist in den Mecki-Comics der Hörzu nach Mecki selber und Charly Pinguin die wichtigste Hauptfigur. Auch in den klassischen Mecki-Büchern war er vertreten. Die große Beliebtheit des Schrat von den 1950er bis vor allem in die 1970er Jahre, also in den Blütejahren der Mecki-Fortsetzungsgeschichten, resultiert aus seiner großen Müdigkeit, mit der er eine Art Gegenfigur zum umtriebigen Wirtschaftswunder-Bürger darstellte. Faul lag er die meiste Zeit in einem Halbdämmerzustand herum und wurde als ein geradezu im Schlaf Stehender durch die Abenteuer der Mecki-Familie „gezerrt“. „Sternstunden“ für den Mecki-Fan waren dann natürlich die wenigen Momente, wenn der Schrat durch zum Beispiel größte Gefahr plötzlich hellwach wurde und mit weit offenen Augen klug die Initiative ergriff. War der müde Schrat zeitweise eine Figur eher auf Kleinkinder-Niveau und von der „großen Müdigkeit“ wenig zu spüren, darf er in den aktuellen langen Abenteuergeschichten wieder ausgiebig schlafen.
Micki
Meckis Frau, die schon auf den ganz alten Vorkriegs-Postkarten zu sehen war, spielte in den Escher- und Petersen-Geschichten eher immer eine Nebenrolle. Ruhig, gutmütig und immer im Hintergrund verkörperte sie das Frauenbild der 1950er Jahre, auch wenn sie ins Reich der Dämonen oder zu den Inkas mitgeschleppt wurde.
Micki war die einzige „Gewinnerin“ in den Mecki-Comics von Volker Reiche und hat (deutlich schlanker und irgendwie auch größer und jünger geworden) in fast jeder Folge einen Auftritt. Sie wirkt neben Chilly aber immer noch reichlich hausbacken.
Käptn PetersenEin großer, bärenstarker Seemann, der seinen ersten Auftritt im Bilderbuch Mecki bei den Negerlein hat. Ursprünglich war Käptn Petersen eine Figur, die nur in den Bilderbüchern von Eduard Rhein auftrat. Später hatte er aber auch einige größere Rollen in den Comic-Geschichten, vor allem wenn diese im hanseatischen Milieu spielten.
Kokolastro
Er ist der ganz große Widersacher von Mecki und wurde 1957 von Reinhold Escher in die Serie eingeführt. Immer wieder kreuzt er den Weg Meckis und seiner Freunde und versucht diesen durch seine Zauberkraft Schaden zuzufügen.
Weitere wichtige Figuren
sind unter anderem: Charlys Pflegesohn Poppo, die Krähe Dora, die Maus Karolus, die sieben echt syrischen Goldhamster, der Kater Murr und die Ente Watsch. Letztere wurden ausschließlich durch Professor Wilhelm Petersen in den Mecki-Bilderbüchern verwendet.

## Verfilmungen

### Puppentrickfilme
Der erste MECKI-Film entstand 1938/39 im Auftrag der Reichsstelle für den Unterricht (RfdU). Die Puppenfilme nach dem Zweiten Weltkrieg wurden zumeist im Auftrag für die Neue Deutsche Wochenschau (NDWS) produziert. Es entstanden jedoch auch einige Filme für die Bundeszentrale für Heimatdienst (BfH), die heutige Bundeszentrale für politische Bildung, für die Hörzu und für Steiff. Diese klassischen Puppenfilme erschienen mit Ausnahme dreier Folgen bei Tacker Film auf DVD unter dem Titel Mecki und seine Abenteuer.
Für diese Filme erweiterte Ferdinand Diehl das Figurenensemble, das bisher aus Mecki und seiner Frau bestand, um die Kinder Beppl und Susi.
- 1939 Der Wettlauf zwischen dem Hasen und dem Igel (RfdU)
- 1951 HÖR ZU! (Hörzu)
- 1952 Mecki stellt sich vor (NDWS)
- 1952 Mecki und der Unfall (NDWS)
- 1952 Mecki feiert Weihnachten (NDWS)
- 1952 Mecki bekämpft die Grippe (NDWS)
- 1952 Mecki und der Osterhase (NDWS)
- 1952 Mecki auf dem Oktoberfest (NDWS)
- 1952 Neujahrswunsch (NDWS)[30]
- 1953 Mecki spricht zur Wahl (BfH)[30]
- 1953 Wochenschau der Tiere (NDWS)[30]
- 1954 Die Karre im Dreck (BfH)
- 1954 Feierabend (NDWS)
- 1954 Mecki der Gerechte (NDWS)
- 1954 Mecki und die Kaktusblüte (NDWS)
- 1954 Schlaf Kindchen schlaf (BfH)
- 1955 Das Paradies (Steiff)
- 1957 Der Liebesbrief (BfH)
- 1958 Das Werkkonzert (NDWS)

### Werbetrickfilme für die Hörzu
Die Hans Held Produktion produzierte 1958 zwölf Zeichentrickfilme als Werbung für die Hörzu, in denen Mecki auftrat. Zwei dieser Werbefilme befinden sich auf der Puppenfilm-DVD „Mecki und seine Abenteuer“.

### Mecki und seine Freunde
1995 wurde eine Zeichentrickserie mit 13 Folgen zu je 25 Minuten unter dem Titel „Mecki und seine Freunde“ im Auftrag des Bayerischen Rundfunks von Pannonia in Budapest hergestellt, Regie führte Béla Ternovszky. Mit den Buch- und Comicgeschichten hat diese Serie jedoch nichts gemein, sie verwendet lediglich einige Figuren aus den Geschichten. Als Begleitmaterial zur Serie erschienen u. a. mehrere VHS- und Hörspiel-Kassetten, Figuren von Bullyland, ein Malbuch und ein Buch zur Serie, geschrieben von Claudia Weiland und Milada Krautmann und erschienen im Unipart Verlag.

## Weitere Auftritte
1954 war Mecki zentrale Figur der Werbekampagne der Deutschen Bundesbahn „Gute Reise mit Mecki!“. Dies war mit einem Preisausschreiben in Zusammenarbeit mit der „Rundfunk-Illustrierten“ Hör zu verbunden.

### Schriftenreihen
- Stachelkopf. 1981–2014. Wechselnde Herausgeber im Eigenverlag. 21 Ausgaben.

### Einzelveröffentlichungen
- Eckart Sackmann: Mecki. Maskottchen und Mythos. Hamburg 1984. ISBN 3924623015
- Daniela Dietrich (Hrsg.): Mecki. Märchen & Schnurren – Die Puppenfilme der Gebrüder Diehl. Ausstellung, Retrospektive Deutsches Filmmuseum 19. November 1994 bis 15. Januar 1995. Deutsches Filmmuseum, Frankfurt am Main 1994, ISBN 3-88799-048-X.
- Werner Fleischer: Die Rückkehr des Redaktionsigels – Mecki ist wieder da. In: Eckhardt Walter, Hans Simon (Hrsg.): Sammlerherz 5, Eigenverlag, Sulzbach-Rosenberg 2009.
- Werner Fleischer, Gerhard Förster: Mecki: Eine Legende kehrt zurück. Auf den wunderlichen Spuren des Redaktionsigels von HÖRZU (1949–1978). In: Gerhard Förster, Hans Stojetz (Hrsg.): Sprechblase 215. Abenteuer pur, Wien 2009, S. 5–24.
- Werner Fleischer, Gerhard Förster: Stachelkopf – die Zeitschrift des Mecki-Fanclubs. In: Gerhard Förster, Hans Stojetz (Hrsg.): Sprechblase 215. Abenteuer pur, Wien 2009, S. 24.
- Werner Fleischer, Gerhard Förster: Die Mecki-Checkliste. In: Gerhard Förster, Hans Stojetz (Hrsg.): Sprechblase 215. Abenteuer pur, Wien 2009, S. 25–27.
- Möbus, Frank: Mecki und die Rassenlehrer. Der „[un]heimliche Schalk“ Wilhelm Petersen als Illustrator deutscher Kinderbücher der Nachkriegszeit. In: Michael Fritsche, Kathrin Schulze (Hrsg.): Sesam öffne dich. Bilder vom Orient in der Kinder- und Jugendliteratur. BIS, Oldenburg 2006, ISBN 3-8142-2034-X.
- Eduard Rhein: Ein Jahrhundertmann. Hans-Ulrich Horster erzählt die Geschichte seines Lebens und seiner Zeit. Ullstein, Frankfurt am Main, Berlin 1992, ISBN 3-548-22970-0.
- Eckart Sackmann: Mecki. Einer für alle. Comicplus, Hamburg 1994, ISBN 3-89474-034-5.
- Eckart Sackmann: Mecki: Zwischen Tradition und Moderne. Der Redaktionsigel in der Ära nach Escher (1984–2009). In: Gerhard Förster, Hans Stojetz (Hrsg.): Sprechblase 215. Abenteuer pur, Wien 2009, S. 32–36.
- Lu Seegers: Die Erfolgsgeschichte von Hörzu (1946–1965). In: Lu Seegers: Eduard Rhein und die Rundfunkprogrammzeitschriften (1931–1965). Verlag für Berlin-Brandenburg, Potsdam 2001, S. 151–232 (online; PDF; 691 kB).